# Prinzessin Sakura
Prinzessin Sakura (jap. 桜姫華伝, Sakura-hime Kaden) war eine von 2008 bis 2012 laufende Mangaserie der Mangaka Arina Tanemura, die im japanischen Manga-Magazin Ribon monatlich in Einzelkapitel erschien. Er ist dem Genre Shōjo und Magical Girl zuzuordnen.

## Inhalt
Prinzessin Sakura lebt alleine auf einem einsamen, kleinen Berggut. Ihre Eltern hat sie nie gekannt und ihr Bruder ist vor kurzem an einer Pandemie gestorben. Da sie dort alleine lebt, reden die Leute im Dorf schlecht über sie. Als sie erfährt, dass der Prinz sie abholen wird, damit sie heiratet, rennt sie weg. Als sie im Wald herumirrt und in den Vollmond schaut, werden Yokos auf sie aufmerksam. Sie erhält die Macht, das magische Schwert Chizakura zu rufen, mit dem sie Yokos töten kann. Byakuya, ihre Schamanin, erzählt ihr, dass sie die Enkelin der Mondprinzessin Kaguya ist und nur sie die Macht hat, die menschenfressenden Yokos zu töten. Allerdings liebt sie Aoba, den Prinzen, und muss auch um ihn kämpfen.

## Charaktere
Prinzessin Sakuradie Hauptperson der Geschichte. Sie ist die Enkelin der legendären Mondprinzessin Kaguya und kann mit ihrem Schwert Chizakura Yokos, menschenfressende, unsterbliche Wesen, bannen. Ihre Mutter wurde selbst zu einem Yoko und wurde getötet. Ihr Lebenszeichen ist „Zerstörung“. Sie liebt Aoba.
ByakuyaByakuya ist eine Schamanin und hat immer ein wachsames Auge auf Sakura. Sie gibt der Prinzessin die Macht, das Schwert Chizakura zu rufen.
Prinz OraPrinz Ora ist, seit er drei Jahre alt ist, mit Sakura verlobt. Sie spricht ihn immer noch mit dem Vornamen Aoba an. Er und seine Krieger wollten anfangs Sakura töten, weil sie vielleicht selbst zu einem Yoko werden könnte. Er gibt ihr allerdings eine Chance. Er kann sich in einen Wolf verwandeln. Sein Lebenszeichen ist „Leben“.
AsagiriAsagiri ist eine Schneefrau, die in zwei Formen auftritt. Sie ist die beste Freundin von Sakura und sehr klein. Sie sorgt für Sakura und hat die Kunst der Verwandlung. Eigentlich ist sie eine Schneefrau, die das Blut eines Däumlings getrunken hat. Ihr Lebenszeichen ist „Güte“. Sie liebt Ukyo.
KohakuKohaku ist die stärkste Shinobi in ihrem Heimatdorf und möchte Klan Oberhaupt werden. Sie fand Prinzessin Sakura, als ein Pfeil durch ihre Brust geschossen wurde und pflegte sie. Ursprünglich sollte sie Sakura fangen, widersetzte sich diesem Befehl und seither ist sie Sakuras Freundin. Sie ist ein Naturtalent in Verwandlungszaubern, dafür auch sehr tollpatschig. Sie verwandelte Hayate versehentlich in einen Frosch.
HayateEr ist laut Kohakus Aussage nicht stärker als sie. Als ein Verwandlungszauber schiefging, wurde er zu einem Frosch. Auch nach Gegenzaubern und Tränken blieb er in dieser misslichen Gestalt. Er verwandelt sich nur bei Vollmond zu einem Menschen zurück. Er ist in Kohaku verliebt.
Enju (Kai)Er ist Sakuras großer Bruder, von dem sie gedacht hatte, er wäre tot. Sein früherer Name war Kai. Er wurde vom Kaiser betrogen und wurde immer wieder getötet, sobald er sich regeneriert hatte. Durch die vielen Schmerzen und Tode wurde er wahnsinnig und hasst die Menschen abgrundtief. Er ließ die Menschlichkeit mit seinem Namen hinter sich. Seither ist er der eiskalte und intelligente Enju. Er hat Zauberkräfte, seit er Mondquellwasser getrunken hat.
OumiWar die Bedienstete von Sakura, hat sich jedoch durch einen Fluch Enjus in einen Yoko verwandelt und musste von Prinzessin Sakura getötet werden. Ihr Lebenszeichen war „Vertrauen“.
FujimurasakiEr ist ein Onkel von Aoba und der rechtmäßige Thronfolger. Er hat Aoba diesen Platz allerdings weggeschnappt und deswegen verstehen sich die beiden überhaupt nicht. Sein Lebenszeichen ist „Begierde“. Er scheint Gefühle für Sakura zu haben.
RurijoSie ist eine von Enju erschaffene Menschengleiche. Einst war sie ein verfluchter Stein, der von Lebensenergie anderer lebte. Da sie aus Ulmenholz geschnitzt ist, muss sie einmal am Tag Wasser tanken. Sie meint, dass man sie als „billige Kopie“ niemals wirklich lieben wird, und hasst Sakura dafür, dass diese die ganze Aufmerksamkeit von Enju bekommt, weil sie in ihn verliebt ist. Ihr Lebenszeichen ist unbekannt.
UkyoEr war Asagiris Geliebter. Als sie ihr Dorf zerstörte und verschwand, schloss er sich Enju an und wurde ebenfalls unsterblich. Er starb beim Versuch, Asagiri und Prinzessin Sakura vor Enju zu beschützen. Sein Lebenszeichen war „Wahrheit“.
ShuriEr war ein Shinobi, bevor er verbannt wurde, und Kohakus und Hayates Kindheitsfreund. Er bekam zusammen mit seinem Bruder einen Geheimauftrag, die Mondwesen(Enju und Co.) auszuspionieren, und tötete seinen Bruder dabei. Danach schloss er sich ebenfalls Enju an und wurde unsterblich. Er ist in Kohaku verliebt.
Maimai (Den)Er gehört auch Enju an und sieht aus wie ein Mädchen – lange Haare und trägt Kleider. Er traf Enju, als er sein Dorf zerstören lassen wollte, und schloss sich ihm an. Danach vernichtete er sein Dorf selbst, auch seine große Liebe Mai. In Wirklichkeit heißt er Dendenmushi (bedeutet so viel wie Schnecke). Schönheit ist für ihn das Allerwichtigste im Leben. Sein Lebenszeichen ist "Schönheit".
YuriSie ist wie Sakura eine Prinzessin und liebt schöne Dinge (ganz besonders sich selbst). Sie will Aobas Zweitfrau werden, davon sind aber weder er noch Sakura begeistert. Um ihr Ziel trotzdem zu erreichen, scheut sie sich nicht davor, unfair zu spielen. Als ihr jedoch Furimurasaki einen Heiratsantrag macht, lässt sie die beiden in Ruhe. Yuris Lebenszeichen ist genau wie bei ihrem Bruder auch "Schönheit".

## Veröffentlichung
Prinzessin Sakura erschien von Ausgabe 1/2009 vom 1. Dezember 2008 bis Ausgabe 1/2013 vom 1. Dezember 2012 in Shūeishas Manga-Magazin Ribon. Von März 2009 bis Januar 2013 wurden diese zu zwölf Sammelbänden (Tankōbon) zusammengefasst.
- Bd. 1: 13. März 2009, ISBN 978-4-08-856873-7
- Bd. 2: 15. Juli 2009, ISBN 978-4-08-856898-0
- Bd. 3: 13. November 2009, ISBN 978-4-08-867021-8
- Bd. 4: 15. April 2010, ISBN 978-4-08-867047-8
- Bd. 5: 15. Juli 2010, ISBN 978-4-08-867063-8
- Bd. 6: 12. August 2010, ISBN 978-4-08-867070-6
- Bd. 7: 15. Dezember 2010, ISBN 978-4-08-867089-8
- Bd. 8: 15. April 2011, ISBN 978-4-08-867116-1
- Bd. 9: 13. Januar 2012, ISBN 978-4-08-867169-7
- Bd. 10: 15. Februar 2012, ISBN 978-4-08-867174-1
- Bd. 11: 10. August 2012, ISBN 978-4-08-867214-4
- Bd. 12: 15. Januar 2013, ISBN 978-4-08-867244-1

In Band 5 und 6 wurden zwei weitere Kurzgeschichten angefügt, die ursprünglich in Sonderausgaben der Ribon-Magazinreihe erschienen. Vampire Rose (白薔薇学園ヴァンパイア・ローズ, Shirobara Gakuen Vampaia Rōzu) aus der Ribon Fantasy vom 23. Oktober 2009 wurde Band 5 beigefügt und The Angelic Coin of Maple Rose (天使の金貨 メイプルローズ, Tenshi no Kinka: Meipuru Rōzu) aus der Daizōkangō Ribon Special („Sondernummer Ribon Spezial“) von 2010 erschien erneut in Band 6 von Prinzessin Sakura.
Von April 2010 bis September 2013 veröffentlichte Tokyopop die Sammelbände auf Deutsch. Zu jeder Erstauflage der Sammelbände gab es auch eine Charaktercard dazu. Der fünfte Band enthielt ebenfalls Shiro Bara Gakuen Vampire Rose unter dem Titel Vampire Rose. Im achten Band ist eine Fortsetzung von Tanemuras früherem Werk I*O*N enthalten.